# Edvard Robert Gummerus
Edvard Robert Gregorius Gummerus, född 5 oktober 1905 i Helsingfors, död 4 november 1991 i Ludvika, var en finlandssvensk författare, översättare och lärare, far till Teddy Gummerus, son till Herman Gummerus.
Edvard Robert Gummerus flyttade från Finland 1934 och bosatte sig i Italien samt Sverige. I Sverige bodde Gummerus med sin familj i Lövbergets fäbod i Björbo i början på 1940-talet. Han blev filosofie magister 1937 och var svensk lektor i Neapel 1956–1970.
Gummerus författade främst romaner samt sina memoarer Natten är en näktergal (1954). Trilogin Fästningen, Arvet samt Sönerna skildrar en finlandssvensk släkts liv från 1914 till 1940. Han skrev också böcker om Italien.